# 1980.
◄ | 19. stoljeće | 20. stoljeće | 21. stoljeće | ►
◄ | 1950-ih | 1960-ih | 1970-ih | 1980-ih | 1990-ih | 2000-ih | 2010-ih | ►
◄◄ | ◄ | 1977. | 1978. | 1979. | 1980. | 1981. | 1982. | 1983. | ► | ►►
Arhitektura • Astronautika • Astronomija • Biologija • Film • Fotografija • Glazba • Kazalište • Kemija • Kiparstvo • Knjige • Književnost • Kršćanstvo • Meteorologija • Medicina • Planinarstvo • Politika • Pravo • Promet • Slikarstvo • Strip • Šport • Televizija • Znanost • Zrakoplovstvo • Željeznički promet

## Događaji
- 4. svibnja – Umro Josip Broz Tito u bolnici u Ljubljani
- 18. svibnja – Erupcija vulkana Mount St. Helens u SAD-u
- 19. srpnja – 3. kolovoza – Ljetne Olimpijske igre u Moskvi
- 2. kolovoza – Neofašistički teroristički napad bombom na željezničkom kolodvoru u Bologni
- 7. kolovoza – Lech Walesa poveo prvi od mnogih štrajkova u brodogradilištu u Poljskoj
- 5. rujna – U Švicarskoj je pušten u promet najduži tunel na svijetu, 16,3 kilometara dugačak put kroz alpski masiv St. Gotthard. Tom betonskom cijevi putovanje sa sjevera Švicarske prema jugu skraćeno je oko dva sata
- 22. rujna – Napadom iračke vojske počinje iransko-irački rat
- 12. studenog – Svemirska letjelica Voyager 1 prolazi kraj Saturna i šalje neprocijenjive podatke o tom planetnom sustavu
- 8. prosinca – John Lennon umro u bolnici nakon što je manijak pucao u njega ispred njegovog stana u New Yorku

## Rođenja

### Siječanj – ožujak
- 2. siječnja – Vladimir Grebenar, hrvatski ekonomist
- 16. siječnja – Goldie Loc, američki reper
- 18. siječnja – Jason Segel, američki glumac
- 19. siječnja – Jenson Button, britanski vozač Formule 1
- 27. siječnja – Marat Safin, ruski tenisač
- 29. siječnja – Dejan Marcikić, hrvatski glazbenik i glumac
- 29. siječnja – Ivan Klasnić, hrvatski nogometaš
- 31. siječnja – Jurica Vranješ, hrvatski nogometaš
- 31. siječnja – Ines Cokarić, hrvatska glumica
- 7. veljače – Dalibor Bagarić, hrvatski košarkaš
- 10. veljače – Bruno Šundov, hrvatski košarkaš
- 12. veljače – Damir Burić, hrvatski vaterpolist
- 12. veljače – Gucci Mane, američki hip-hoper
- 12. veljače – Juan Carlos Ferrero, španjolski tenisač
- 7. ožujka – Laura Prepon, američka glumica
- 9. ožujka – Burçin Terzioğlu, turska glumica
- 14. ožujka – Janko Popović Volarić, hrvatski glumac
- 18. ožujka – Natalija Poklonskaja, ukrajinsko-ruska pravnica
- 21. ožujka – Marit Bjørgen, norveška sportašica
- 21. ožujka – Ronaldinho, brazilski nogometaš

### Travanj – lipanj
- 5. travnja – Mario Kasun, hrvatski košarkaš
- 8. travnja – Katee Sackhoff, američka glumica
- 9. travnja – Jerko Leko, hrvatski nogometaš
- 13. travnja – Tonel, portugalski nogometaš
- 20. travnja – Basta (reper), ruski reper
- 1. svibnja – Zaz, francuska pjevačica
- 26. travnja – Channing Tatum, američki glumac
- 27. svibnja – Michael Steger, američki glumac
- 30. svibnja – Steven Gerrard, engleski nogometaš
- 17. lipnja – Venus Williams, američka tenisačica
- 29. lipnja – Petar Šuto, hrvatski nogometaš

### Srpanj – rujan
- 7. srpnja – Michelle Kwan, američka klizačica
- 10. srpnja – Jessica Simpson, američka pjevačica
- 11. srpnja – Ozren Opačić, hrvatski glumac
- 18. srpnja – Kristen Bell, američka glumica
- 8. kolovoza – Michael Urie, američki glumac
- 13. kolovoza – Anica Tomić, hrvatska kazališna redateljica i glumica
- 18. kolovoza – Aljoša Kunac, hrvatski vaterpolist
- 26. kolovoza – Macaulay Culkin, američki glumac
- 29. kolovoza – William Levy, kubanski glumac
- 31. kolovoza – Mario Valentić, hrvatski glumac
- 3. rujna – Polina Smolova, bjeloruska pjevačica
- 12. rujna – Yao Ming, kineski košarkaš
- 20. rujna – Igor Vori, hrvatski rukometaš
- 24. rujna – Mia Krajcar, hrvatska glumica
- 25. rujna – T.I., američki hip-hoper
- 29. rujna – Marija Borić, hrvatska glumica
- 30. rujna – Martina Hingis, švicarska tenisačica

### Listopad – prosinac
- 2. listopada – Goran Bogdan, hrvatski glumac
- 14. listopada – Cansu Dere, turska glumica
- 20. listopada – Adela Jušić, bosanskohercegovačka umjetnica
- 23. listopada – Mate Bilić, hrvatski nogometaš
- 30. studenoga – Martin Semenčić, hrvatski dizajner zvuka i filmski montažer († 2023.)
- 3. prosinca – Jenna Dewan, američka glumica
- 9. prosinca – Matthias Lanzinger, austrijski alpski skijaš
- 18. prosinca – Christina Aguilera, američka pjevačica
- 19. prosinca – Jake Gyllenhaal, američki glumac

## Smrti

### Siječanj – ožujak
- 19. veljače – Bon Scott, pjevač popularne rock skupine AC/DC (* 1946.)
- 22. veljače – Oskar Kokoschka, austrijski slikar i pisac (* 1886.)
- 24. veljače – Stojan Aralica, srpski slikar (* 1883.)
- 18. ožujka – Erich Fromm, američki psihoanalitičar njemačkog porijekla (* 1900.)
- 18. ožujka – Tamara de Lempicka, poljska slikarica
- 25. ožujka – Jožef Pogačnik, slovenski nadbiskup (* 1902.)
- 31. ožujka – Vjekoslav Klišanić, hrvatski general (* 1897.)
- 31. ožujka – Jesse Owens, američki atletičar, (* 1913.)

### Travanj – lipanj
- 5. travnja – Agata Truhelka, hrvatska književnica (* 1890.)
- 15. travnja – Jean-Paul Sartre, francuski filozof i književnik (* 1905.)
- 17. travnja – Alf Sjöberg,  švedski kazališni i filmski redatelj (* 1903.)
- 21. travnja – Aleksandar Oparin, ruski biokemičar (* 1894.)
- 28. travnja – Andrija Anković, hrvatski nogometaš, zlatni olimpijac (* 1937.)
- 4. svibnja – Josip Broz Tito, maršal i predsjednik SFRJ (* 1892.)
- 16. svibnja – Božo Težak, hrvatski kemičar (* 1907.)
- 7. lipnja – Henry Miller, američki književnik (* 1891.)
- 24. lipnja – Peter Sellers, britanski glumac i komičar (* 1925.)

### Srpanj – rujan
- 27. srpnja – Mohammed Reza Pahlavi, perzijski šah (* 1919.)
- 20. kolovoza – Joe Dassin, američko-francuski pjevač (* 1938.)
- 15. rujna – Bill Evans,  američki jazz pijanist (* 1929.)
- 20. rujna – Josias Braun-Blanquet,  švicarski botaničar (* 1884.)

### Listopad – prosinac
- 6. listopada – Ernest Radetić, hrvatski književnik (* 1899.)
- 7. studenog – Frank Duff, irski katolički aktivist (* 1889.)
- 7. studenog – Steve McQueen, američki glumac (* 1930.)
- 22. studenog – Mae West, američka filmska glumica (* 1893.)
- 8. prosinca – John Lennon, osnivač, gitarist i vokalist grupe The Beatles (* 1940.)
- 18. prosinca – Dobriša Cesarić, hrvatski pjesnik (* 1902.)

## Nobelova nagrada za 1980. godinu
- Fizika: James Cronin i Val Fitch
- Kemija: Paul Berg, Walter Gilbert i Frederick Sanger
- Fiziologija i medicina: Baruj Benacerraf, Jean Dausset i George D. Snell
- Književnost: Czesław Miłosz
- Mir: Adolfo Pérez Esquivel
- Ekonomija: Lawrence Klein

## Vanjske poveznice
|  | Zajednički poslužitelj ima još gradiva o temi 1980. |